# Anchoa walkeri
Anchoa walkeri е вид лъчеперка от семейство Engraulidae. Видът е незастрашен от изчезване.

## Разпространение и местообитание
Разпространен е в Гватемала, Еквадор, Коста Рика, Мексико, Никарагуа, Панама, Салвадор и Хондурас.
Среща се на дълбочина от 0,7 до 50 m.

## Описание
На дължина достигат до 14,5 cm.